# Thomas Gruberski

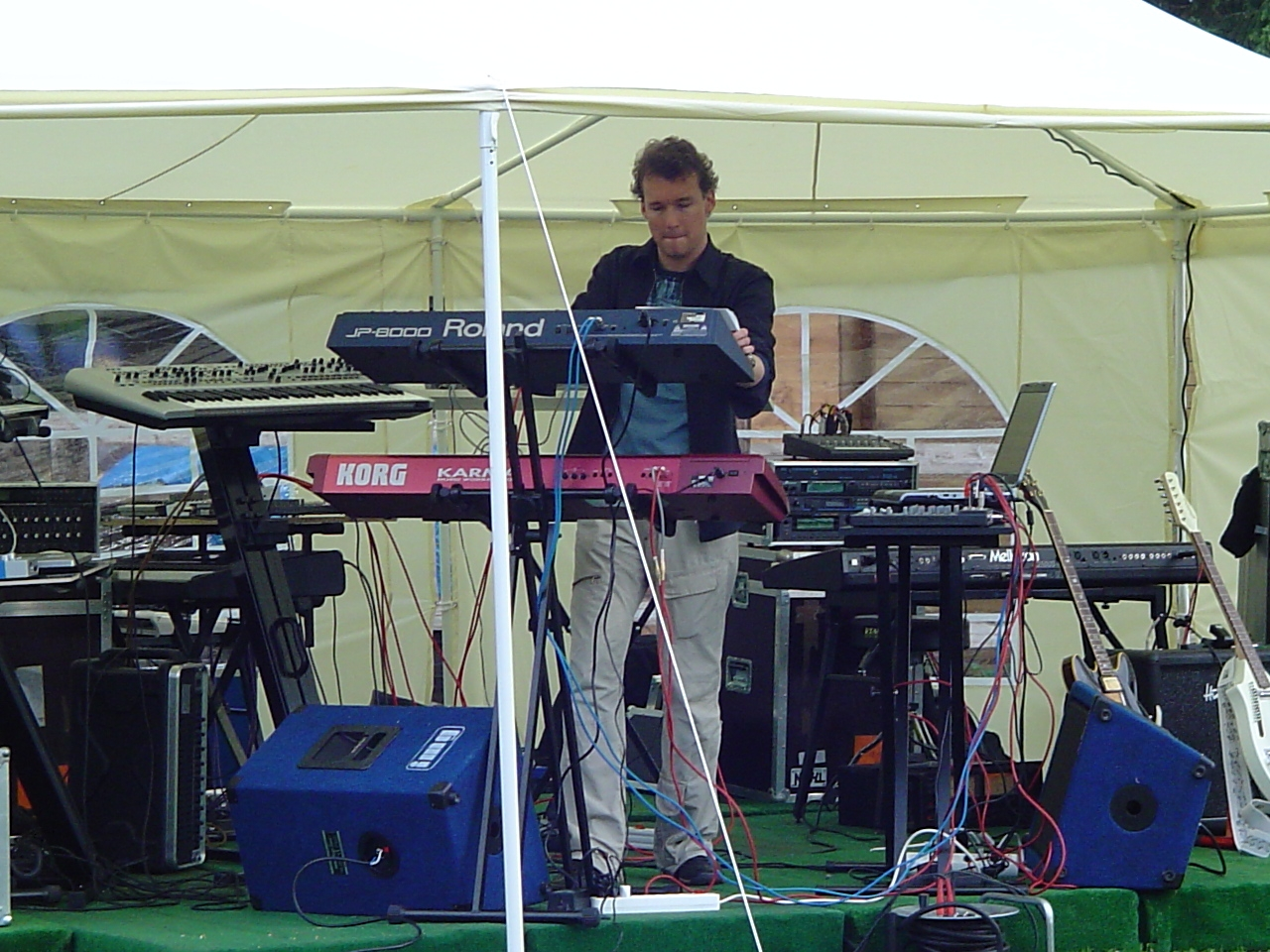
Thomas Gruberski beim CUE-Festival 2005

Thomas Gruberski (* 1974 in Warschau, Polen) ist ein in der Schweiz lebender Komponist und Musiker der elektronischen Musik.

## Allgemeines
Gruberski zog im Alter von fünf Jahren mit seinen Eltern nach Basel, wo er seitdem lebt. Bereits als Kind war er mit Synthesizern in Berührung gekommen und bekam Interesse an ihnen und der Technik des Musikmachens. Nachdem er mit 16 Jahren seinen ersten Synthesizer kaufte, begann er zu experimentieren und erste Instrumentalstücke zu komponieren, woraus ein Jahr später sein erstes (Mini-)Album Back to Metropolis wurde. Einige Jahre später erschien mit Cinemascope das erste vollständige Album von ihm, das, wie auch seine späteren Alben, im typischen Gruberski-Stil verfasst wurde: rhythmische und melodische Synthimusik, die von seinen Lieblingsmusikern – darunter Jean Michel Jarre und die Synthipopband Alphaville – deutlich inspiriert wurde. Daneben schrieb er auch diverse Jingles, u. a. für den Basler TV-Sender TeleBasel und den Radiosender Radio X. Die Produktion Protuberance ist ein vollständig aus Coverversionen bekannter Jarre-Stücke (wie z. B. Oxygene, Equinoxe oder Rendez-vous) bestehendes Album, das Gruberski für einen belgischen Jarre-Fanclub verfasst hat. Im Jahre 2000 wurde das Album Spacetime Adventures veröffentlicht, welches wieder ausschließlich Eigenkompositionen enthielt. Das nächste Album (Arbeitstitel: „The Prometheus Project“) befindet sich derzeit in der Entstehungsphase.

## Diskografie
- 1991: Back to Metropolis
- 1994: Cinemascope
- 1995: Omnipresence
- 1999: Protuberance
- 2000: Spacetime Adventures